# Arnobi el Jove
Arnobi el Jove (llatí: Arnobius) fou un bisbe de la Gàl·lia del segle v autor de dues petites obres que han perviscut fins als nostres dies, i que sovint han estat atribuïdes a Arnobi el Vell. La primera és un comentari sobre els psalms dedicat a Leonci, bisbe d'Arle, i a Rústic, bisbe de Narbona, del qual es dedueix que era semipelagià. L'altra porta per títol Altercatio cum Serapione Aegyptio, i no és compatible amb els principis d'un semipelagià (més aviat té la influència de Sant Agustí), de manera que o bé no és obra seva, o bé és una obra d'un període de la seva vida diferent.